# Glenea nigerrima
Glenea nigerrima é uma espécie de escaravelho da família Cerambycidae.